# 栃木県道14号鹿沼日光線
栃木県道14号鹿沼日光線（とちぎけんどう14ごう かぬまにっこうせん）は、栃木県鹿沼市から日光市に至る県道（主要地方道）である。

## 概要
鹿沼市から北西へ向かい、日光市小来川地区（旧小来川村）を経由して日光市日光地区へ向かう道路。鹿沼・日光間の流動は国道121号・国道352号（例幣使街道）の利用が一般的であり、本路線は主に鹿沼市街地から同市東大芦（旧東大芦村）・西大芦（旧西大芦村）の各地区や西大芦地区草久で接続する県道草久足尾線経由で古峰原への連絡、ないし日光市街地から同市小来川地区への連絡を担う。
鹿沼市西大芦地区から日光市小来川地区にかけての市境区間および日光市山久保から日光市日光地区にかけての区間は道幅が狭くカーブも多い。

### 路線データ
- 総延長：34.696 km[1]
- 実延長：34.696 km[1]
- 起点：栃木県鹿沼市仲町（石橋町交差点＝国道121号・国道293号・国道352号・栃木県道4号宇都宮鹿沼線交点）
- 終点：栃木県日光市松原町（東武日光駅前交差点＝国道119号交点）
- 認定：1974年（昭和49年）2月5日

## 歴史
- 1961年（昭和36年）4月1日 - 足尾古峯原鹿沼線、草久日光線が認定。
- 1974年（昭和49年）2月5日 - 路線変更により、上記2路線の一部が鹿沼日光線として再認定。
- 1993年（平成5年）5月11日 - 建設省から、県道鹿沼日光線が鹿沼日光線として主要地方道に指定される[2]。

## 路線状況

### 別名
古峰原（こぶがはら）街道
起点の鹿沼市街地から同市草久までの区間。本路線と栃木県道58号草久足尾線が古峰ヶ原高原へのメインルートである。

## 地理

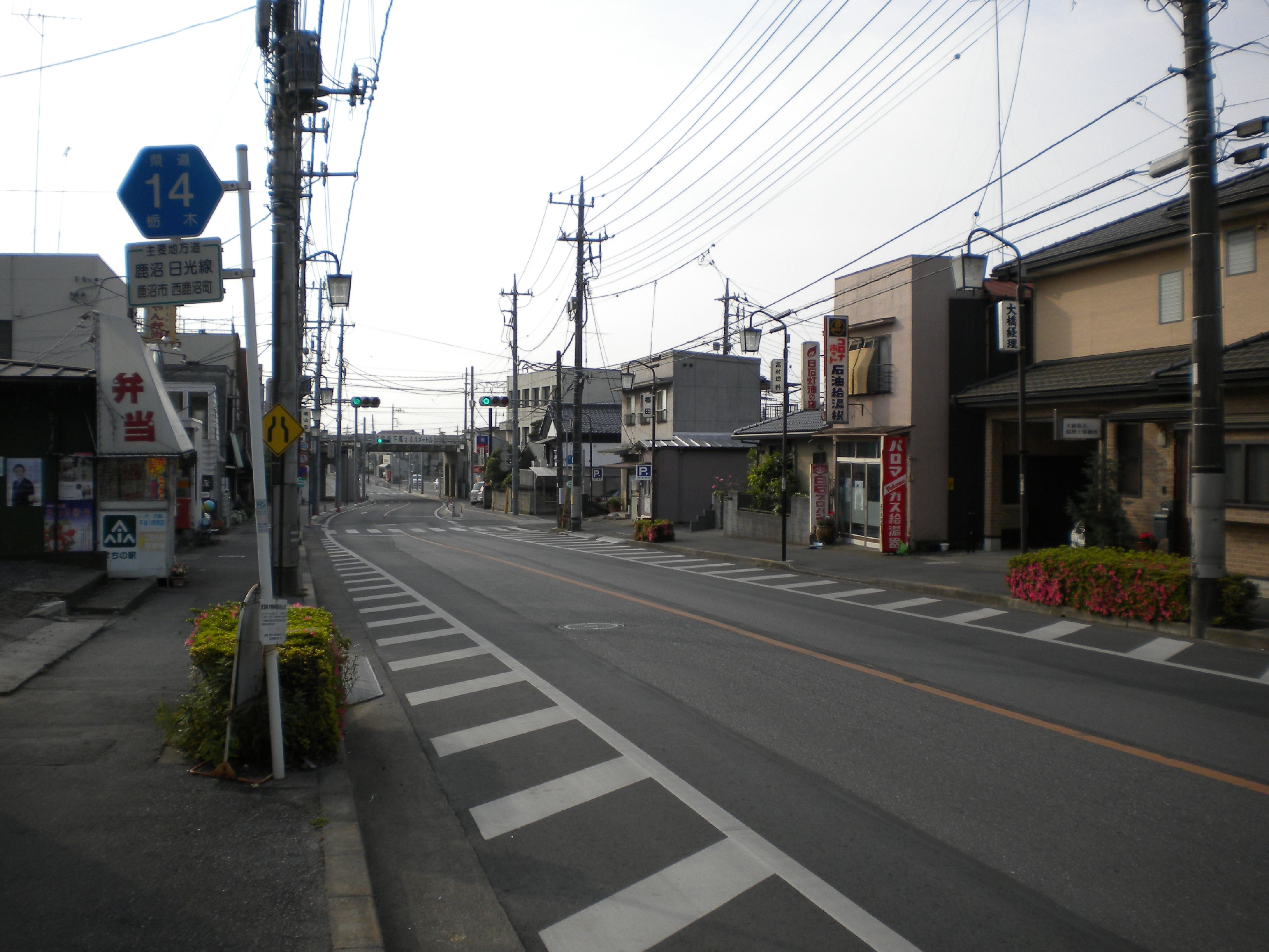
鹿沼市西鹿沼町付近

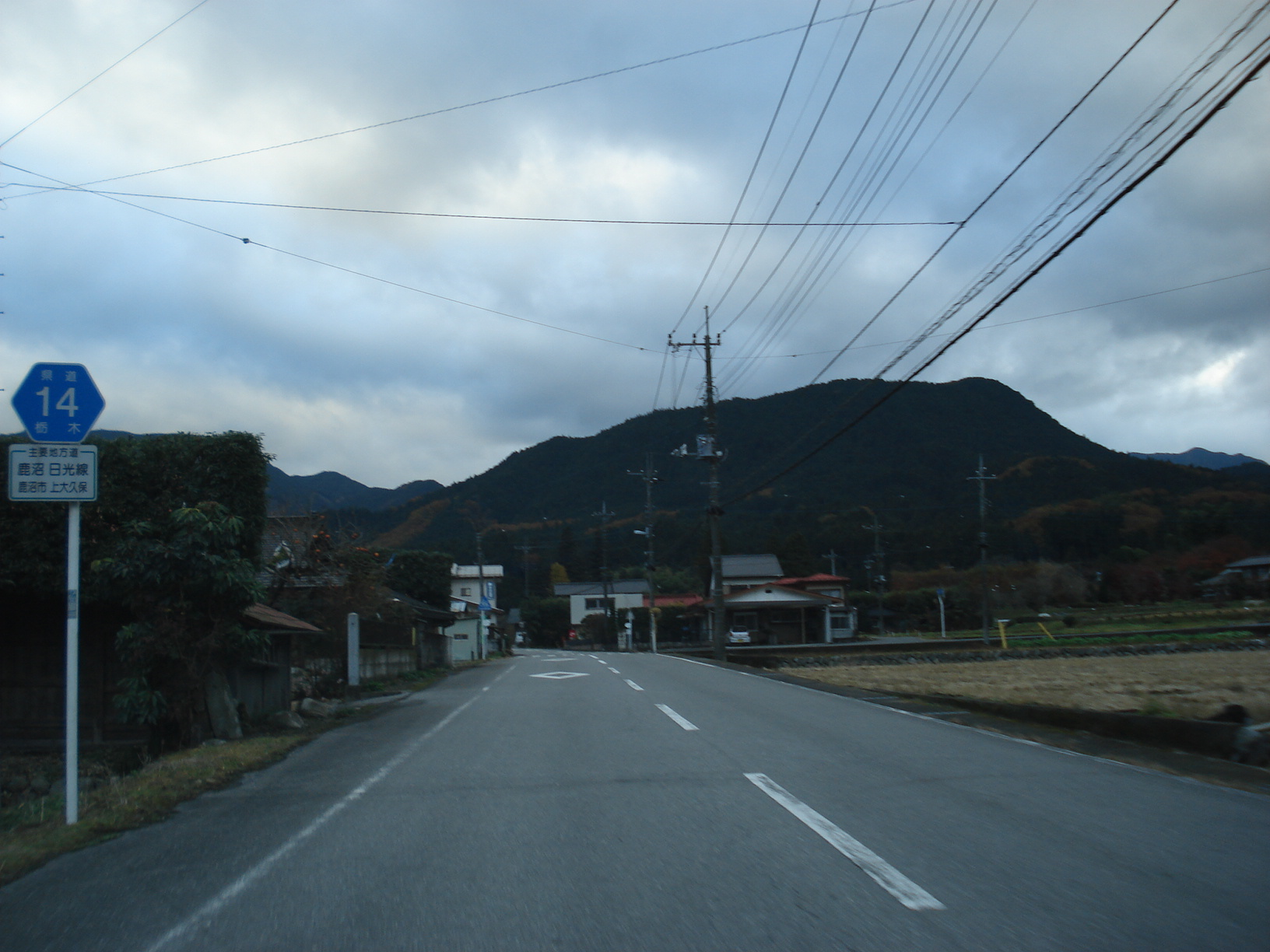
鹿沼市上大久保付近

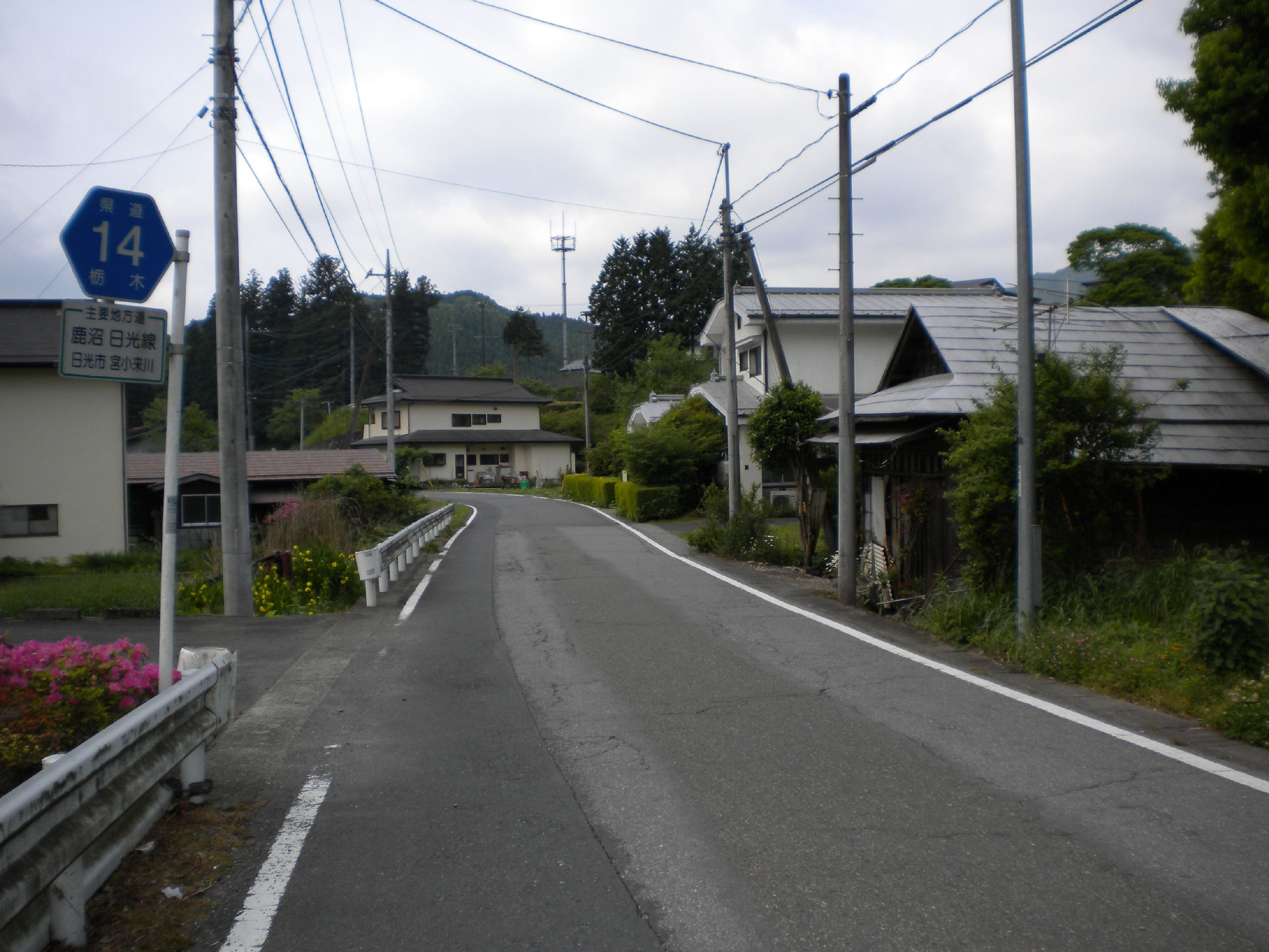
日光市宮小来川付近

### 通過する自治体
- 鹿沼市
- 日光市

### 交差する道路
交差する道路の特記がないものは市道。
| 交差する道路                                        | 交差する道路                                  | 交差点名 | 交差点名         |
| --------------------------------------------------- | --------------------------------------------- | -------- | ---------------- |
| 栃木県道4号宇都宮鹿沼線 宇都宮方面                  |                                               |          |                  |
| 国道121号・国道293号・国道352号（例幣使街道）       | 国道121号・国道293号・国道352号（例幣使街道） | 鹿沼市   | 石橋町           |
|                                                     |                                               | 鹿沼市   | 日吉町           |
| 栃木県道240号石裂上日向線 栃木県道241号上日向山越線 | -（屈折）                                     | 鹿沼市   | 上日向           |
|                                                     |                                               | 鹿沼市   | 下沢             |
| 栃木県道280号入粟野引田線                           | 栃木県道281号板荷引田線                       | 鹿沼市   | （引田地内）     |
| 栃木県道58号草久足尾線                              | -（屈折）                                     | 鹿沼市   | （草久地内）     |
| 栃木県道277号小来川清滝線                           | 栃木県道149号小来川文挟石那田線               | 日光市   | （中小来川地内） |
| -（屈折）                                           | 栃木県道150号山久保平ケ崎線                   | 日光市   | （山久保地内）   |
| 国道119号（日光街道）                               | 国道119号（日光街道）                         | 日光市   | 東武日光駅前     |
| 東武日光駅方面                                      |                                               |          |                  |